# Catedral basílica de la Santa Cruz (Opole)
La Catedral de la Santa Cruz o simplemente Catedral de Opole (en polaco: Katedra Podwyższenia Krzyża Świętego) es el nombre que recibe un edificio religioso afiliado a la Iglesia Católica que sirve como iglesia parroquial y la catedral en la calle 2 de la ciudad de Opole en el país europeo de Polonia. La iglesia pertenece a la parroquia de la Santa Cruz en Opole en el decanato de Opole, en la diócesis de Opole. El 3 de abril de 1964 el templo fue inscrito en el registro de monumentos regionales de Opole najo el número 763/64.
La iglesia actual fue construida en el siglo XV en el sitio donde antes hubo una estructura de los siglos XI y XIII. Fue reconstruida varias veces. Con unas torres con una altura de 73 metros es la estructura más alta de la ciudad. En el templo hay una pintura de la Virgen de Opole, llevada hasta allí de forma permanente en 1702.

## Véase también

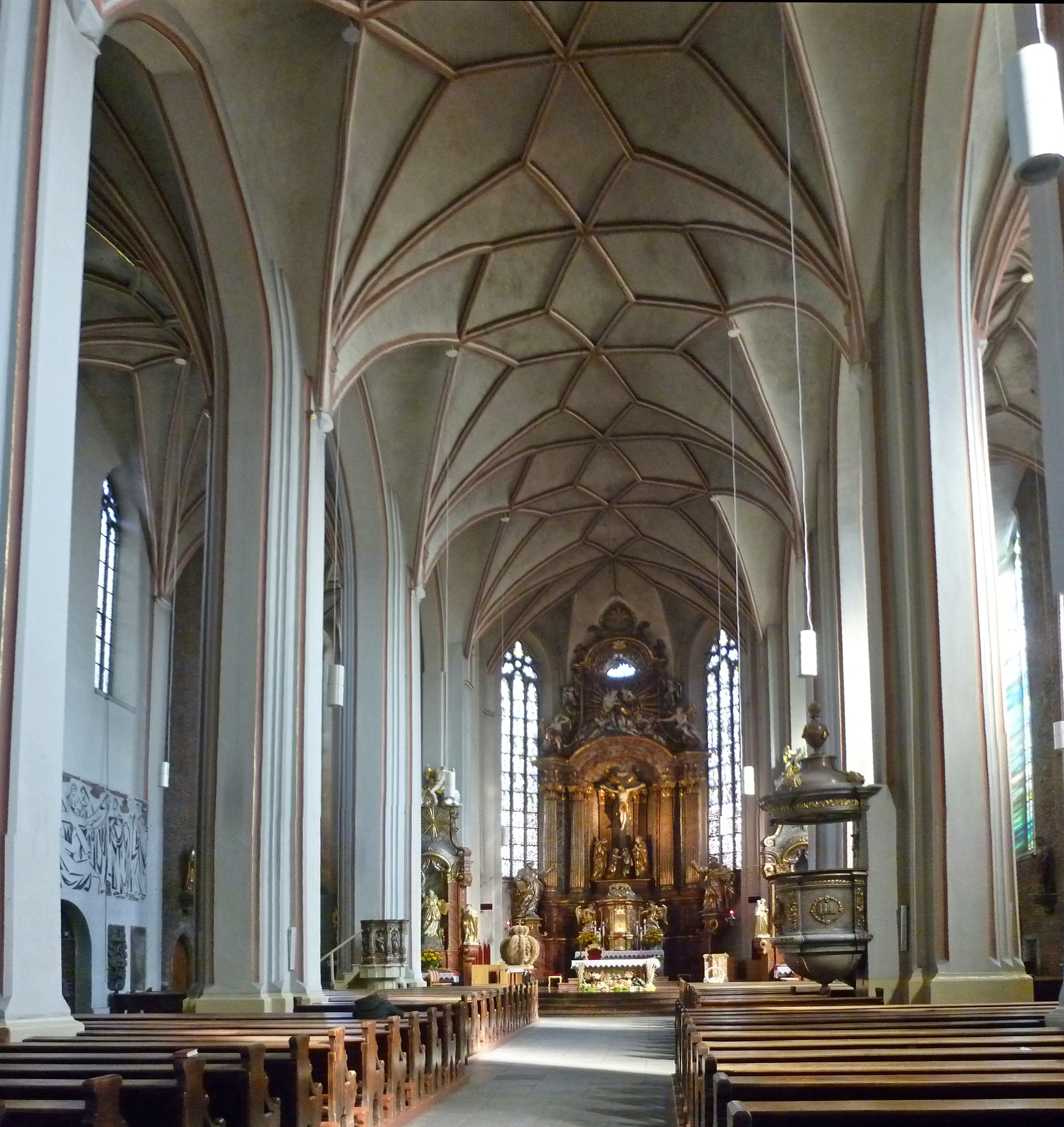
Vista interna